# Carin Bakkum
Carin Bakkum (née le 25 juillet 1962) est une joueuse de tennis néerlandaise, professionnelle du milieu des années 1980 à 1995.
Elle a remporté un tournoi WTA en double dames pendant sa carrière.

## Palmarès

### Titre en double dames
| No | Date       | Nom et lieu du tournoi     | Catégorie | Dotation | Surface      | Partenaire      | Finalistes               | Score    |          |
| -- | ---------- | -------------------------- | --------- | -------- | ------------ | --------------- | ------------------------ | -------- | -------- |
| 1  | 07/07/1986 | Ellesse Grand Prix Pérouse |           | 50 000 $ | Terre (ext.) | Nicole Jagerman | Csilla Bartos Amy Holton | 6-4, 6-4 | Parcours |

### Finales en double dames
| No | Date       | Nom et lieu du tournoi      | Catégorie | Dotation  | Surface      | Vainqueures                       | Partenaire      | Score         |          |
| -- | ---------- | --------------------------- | --------- | --------- | ------------ | --------------------------------- | --------------- | ------------- | -------- |
| 1  | 07/11/1988 | Rainha Cup Guarujá          | Tier V    | 50 000 $  | Dur (ext.)   | Bettina Fulco Mercedes Paz        | Simone Schilder | 6-3, 6-4      | Parcours |
| 2  | 17/07/1989 | Belgian Open Bruxelles      | Tier V    | 100 000 $ | Terre (ext.) | Manon Bollegraf Mercedes Paz      | Simone Schilder | 6-1, 6-2      | Parcours |
| 3  | 09/07/1990 | Swedish Open Båstad         | Tier V    | 75 000 $  | Terre (ext.) | Mercedes Paz Tine Scheuer-Larsen  | Nicole Jagerman | 6-3, 6-7, 6-2 | Parcours |
| 4  | 16/07/1990 | Estoril Ladies Open Estoril | Tier V    | 100 000 $ | Terre (ext.) | Sandra Cecchini Patricia Tarabini | Nicole Jagerman | 1-6, 6-2, 6-3 | Parcours |

## Parcours en Grand Chelem

### En simple dames
| Année | Open d'Australie | Open d'Australie | Internationaux de France | Internationaux de France | Wimbledon       | Wimbledon   | US Open | US Open |
| ----- | ---------------- | ---------------- | ------------------------ | ------------------------ | --------------- | ----------- | ------- | ------- |
| 1988  | 1er tour (1/64)  | Maria Lindström  | -                        | -                        | -               | -           | -       | -       |
| 1989  | 1er tour (1/64)  | Donna Faber      | -                        | -                        | 1er tour (1/64) | Pam Shriver | -       | -       |
| 1990  | 2e tour (1/32)   | Rosalyn Fairbank | -                        | -                        | -               | -           | -       | -       |

À droite du résultat, l’ultime adversaire.

### En double dames
| Année | Open d'Australie              | Open d'Australie           | Internationaux de France     | Internationaux de France  | Wimbledon                    | Wimbledon                  | US Open                     | US Open                   |
| ----- | ----------------------------- | -------------------------- | ---------------------------- | ------------------------- | ---------------------------- | -------------------------- | --------------------------- | ------------------------- |
| 1986  | n/a                           | n/a                        | 1er tour (1/32) Jamie Golder | A. Holíková K. Skronská   | -                            | -                          | -                           | -                         |
| 1987  | 1er tour (1/16) Van der Torre | Zina Garrison Lori McNeil  | 2e tour (1/16) Van der Torre | Anne Minter J. Mundel     | -                            | -                          | -                           | -                         |
| 1988  | 1er tour (1/32) Lisa O'Neill  | M. Jaggard M. Mesker       | 1er tour (1/32) B. Schultz   | R. Fairbank Peanut Louie  | 1er tour (1/32) B. Schultz   | Jana Novotná C. Suire      | 1er tour (1/32) B. Schultz  | Louise Field Julie Salmon |
| 1989  | 1er tour (1/32) B. Schultz    | C. Porwik C. Tanvier       | 2e tour (1/16) N. Jagerman   | L. Savchenko N. Zvereva   | 1er tour (1/32) N. Jagerman  | Bettina Bunge C. Lindqvist | 1er tour (1/32) N. Jagerman | Eva Pfaff C. Suire        |
| 1990  | 1er tour (1/32) Van Rensburg  | Jana Novotná Helena Suková | 1er tour (1/32) K. Schimper  | Laura Arraya Tine Scheuer | 1er tour (1/32) K. Radford   | Jana Novotná Helena Suková | -                           | -                         |
| 1991  | -                             | -                          | 1er tour (1/32) N. Jagerman  | G. Fernández Jana Novotná | 1er tour (1/32) N. Jagerman  | B. Borneo Clare Wood       | -                           | -                         |
| 1992  | -                             | -                          | -                            | -                         | 2e tour (1/16) M. Strandlund | Katrina Adams M. Bollegraf | -                           | -                         |
| 1994  | -                             | -                          | -                            | -                         | 1er tour (1/32) A. Fusai     | E. Maniokova Leila Meskhi  | -                           | -                         |
| 1995  | 1er tour (1/32) Li Fang       | Lori McNeil Helena Suková  | -                            | -                         | -                            | -                          | -                           | -                         |

Sous le résultat, la partenaire ; à droite, l’ultime équipe adverse.

### En double mixte
| Année | Open d'Australie          | Open d'Australie          | Internationaux de France      | Internationaux de France   | Wimbledon                   | Wimbledon                | US Open | US Open |
| ----- | ------------------------- | ------------------------- | ----------------------------- | -------------------------- | --------------------------- | ------------------------ | ------- | ------- |
| 1986  | n/a                       | n/a                       | 2e tour (1/16) Tom Nijssen    | Laura Arraya Pablo Arraya  | -                           | -                        | -       | -       |
| 1987  | 2e tour (1/8) Rick Rudeen | Zina Garrison S. Stewart  | 1er tour (1/32) Tom Nijssen   | Henricksson M. Schapers    | -                           | -                        | -       | -       |
| 1988  | 1/4 de finale Tom Nijssen | Navrátilová Tim Gullikson | 1er tour (1/32) Menno Oosting | R. Fairbank T. Woodbridge  | 2e tour (1/16) Peter Carter | Patty Fendick Rick Leach | -       | -       |
| 1989  | -                         | -                         | 1er tour (1/32) Paul Haarhuis | Céline Cohen T. Carbonell  | -                           | -                        | -       | -       |
| 1990  | -                         | -                         | 2e tour (1/16) Paul Haarhuis  | E. Smylie Tomáš Šmíd       | -                           | -                        | -       | -       |
| 1991  | -                         | -                         | 3e tour (1/8) Bret Garnett    | Caroline Vis Paul Haarhuis | 2e tour (1/16) Bret Garnett | Helena Suková Cyril Suk  | -       | -       |

Sous le résultat, le partenaire ; à droite, l’ultime équipe adverse.

## Classements WTA en fin de saison

### En simple
| Année | 1985 | 1986 | 1987 | 1988 | 1989 | 1990 | 1991 | 1992 | 1993 | 1994 | 1995 |
| Rang  | 208  | 264  | 193  | 176  | 159  | 211  | 256  | 309  | 320  | 262  | 664  |

Source : (en) « Classements de Carin Bakkum », sur le site officiel du WTA Tour

### En double
| Année | 1986 | 1987 | 1988 | 1989 | 1990 | 1991 | 1992 | 1993 | 1994 | 1995 |
| Rang  | 84   | 118  | 84   | 97   | 128  | 160  | 218  | 215  | 158  | 748  |

Source : (en) « Classements de Carin Bakkum », sur le site officiel du WTA Tour